# Karl Koller (médico)
Karl Koller  (Sušice, 3 de dezembro de 1857 - Nova Iorque, 22 de março de 1944) foi um médico oftalmologista austríaco  que começou sua carreira médica como cirurgião no Hospital Geral de Viena e foi colega de Sigmund Freud.